# Soloveckij
Soloveckij (rusky Соловецкий) je vesnice v Archangelské oblasti Ruska, jediná obec na Soloveckých ostrovech. Rozkládá se na břehu Bílého moře, v západní části ostrova Solovecký. Vznik a osudy obce jsou úzce spjaty se Soloveckým klášterem, který se nachází v jejím centru.

## Historie
Osada okolo Soloveckého kláštera začala vznikat prakticky současně s jeho založením ve 20. a 30. letech 15. století. Až do roku 1920 byla také vesnice majetkem kláštera a spravovali ji mniši.
V letech 1923-1939 fungoval v budovách kláštera Solovecký tábor zvláštního určení a od roku 1942 škola vojenských plavčíků, kterou prošel mj. spisovatel Valentin Pikul (viz román Škola plavčíků). Běžný civilní život zde byl oficiálně obnoven 12. února 1944, kdy byla na Soloveckém ostrově založena Rada zástupců pracujících, což zároveň znamenalo vznik současné obce.
Zpočátku byl Soloveckij součástí Karelo-finské SSR, posléze až do roku 1960 byl administrativně součástí města Archangelska (Solombalského rajónu). Od roku 1960 je součástí Přímořského rajónu Archangelské oblasti (s výjimkou let 1963-1965, kdy spadal pod Oněžský rajón téže oblasti).
Původní název vesnice byl Kreml (lidové označení zdejšího kláštera), současné jméno Soloveckij bylo přijato až roku 1987 na základě hlasování obyvatel.
Od 90. let 20. století se staly důležitým zdrojem příjmů místních obyvatel turismus a poutnictví, vznikla řada ubytovacích kapacit, restauračních zařízení či obchodů se suvenýry.

## Galerie

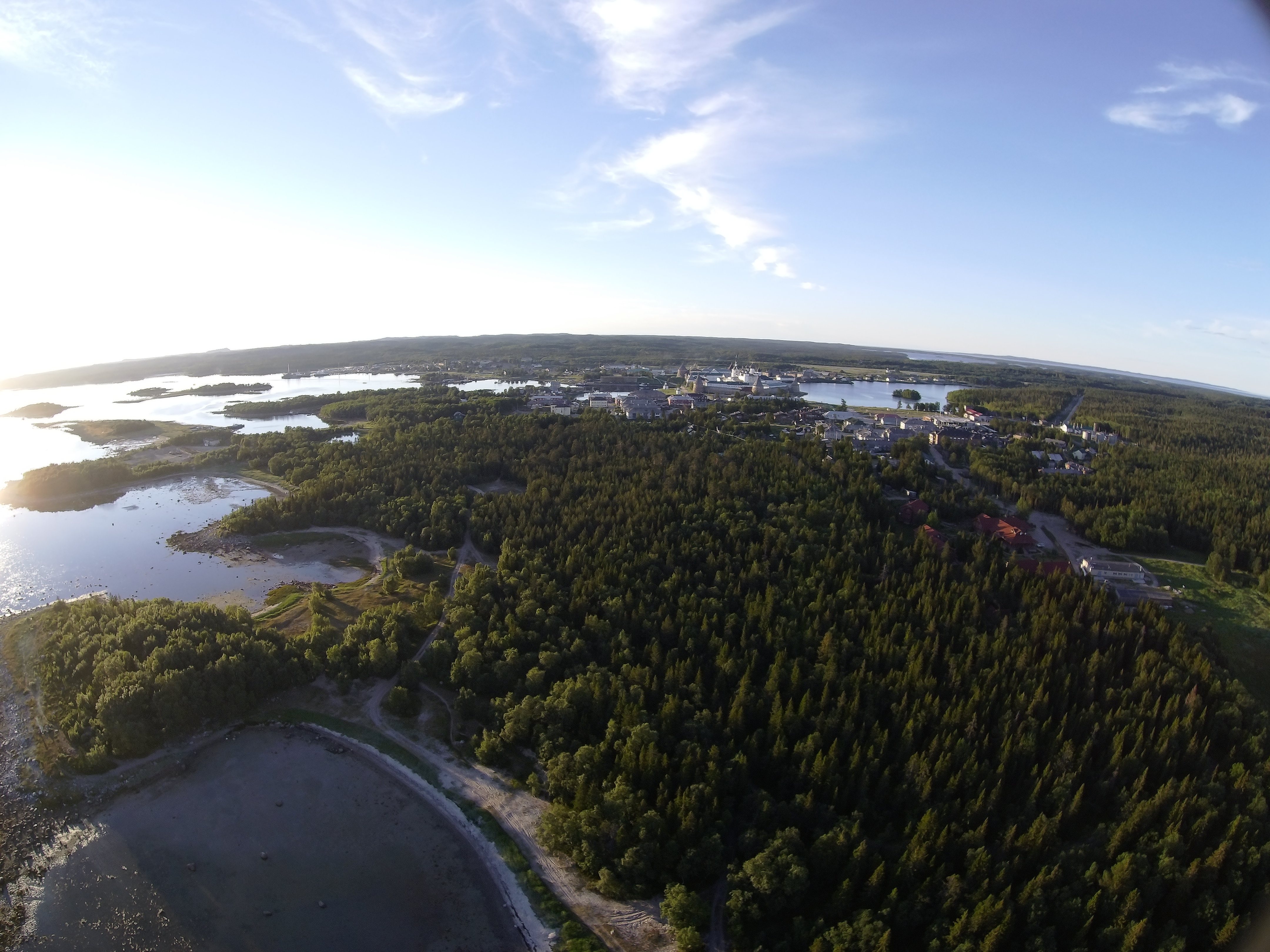
Pohled z dálky
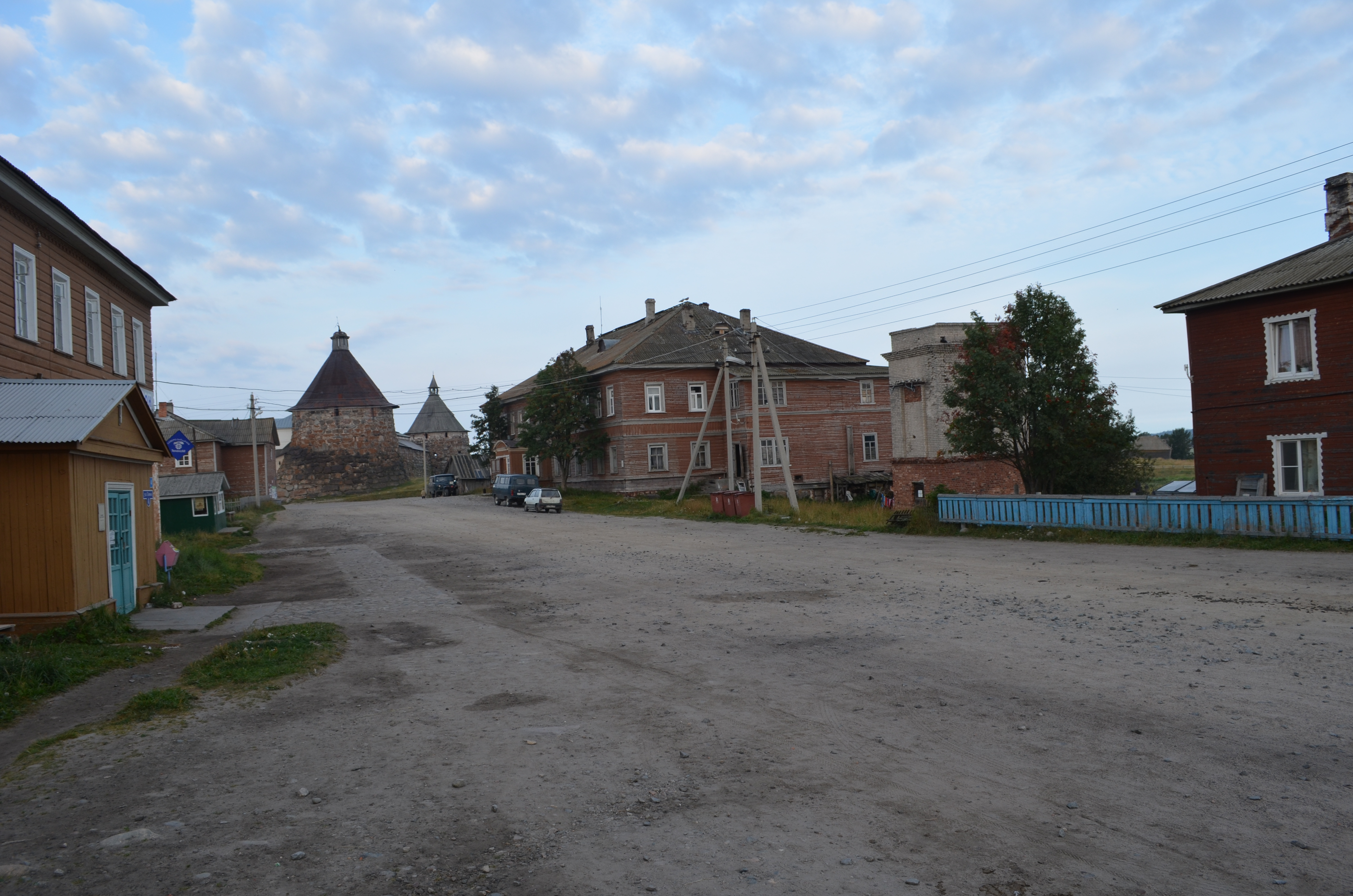
Ulice
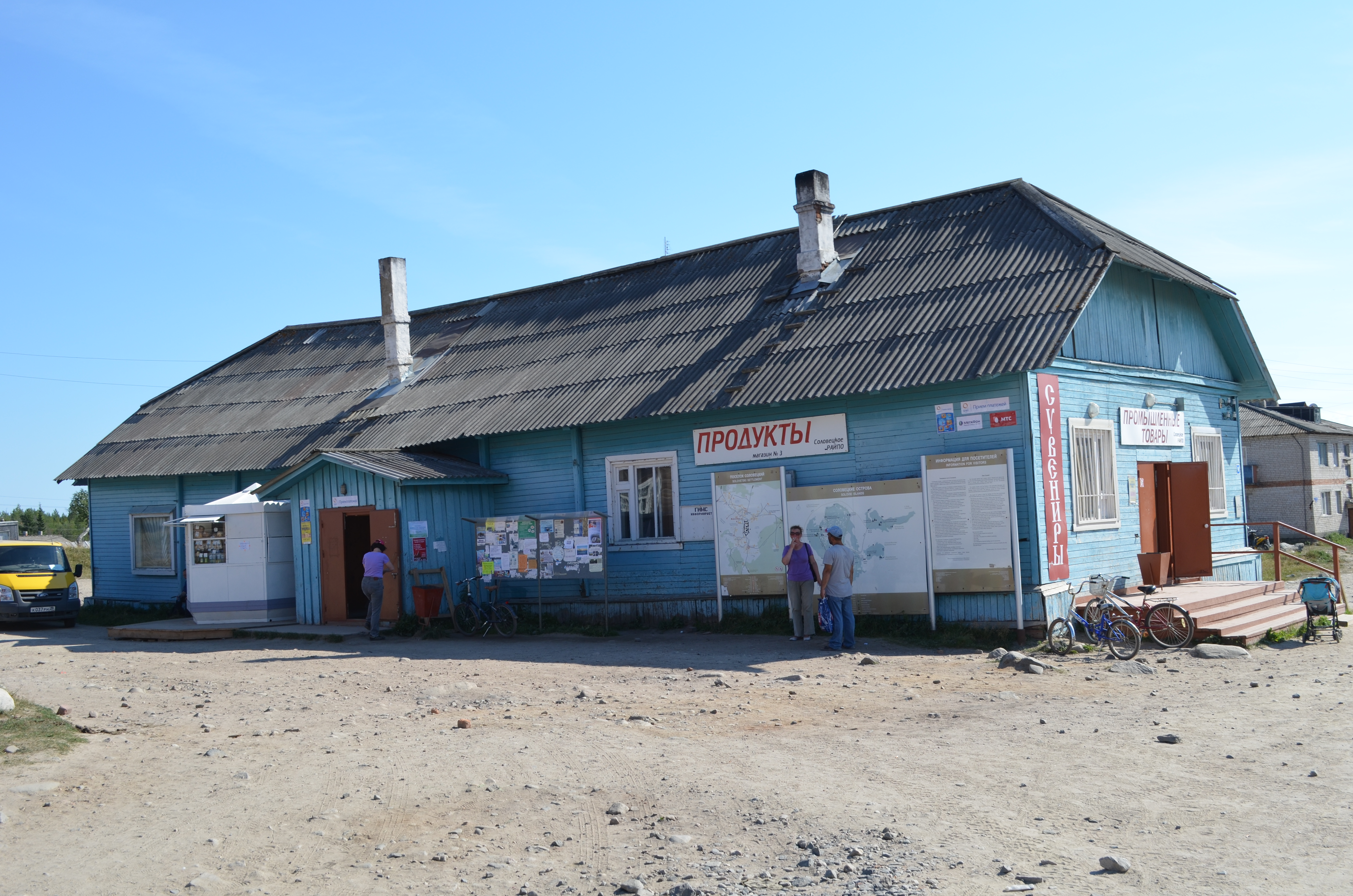
Obchod s potravinami
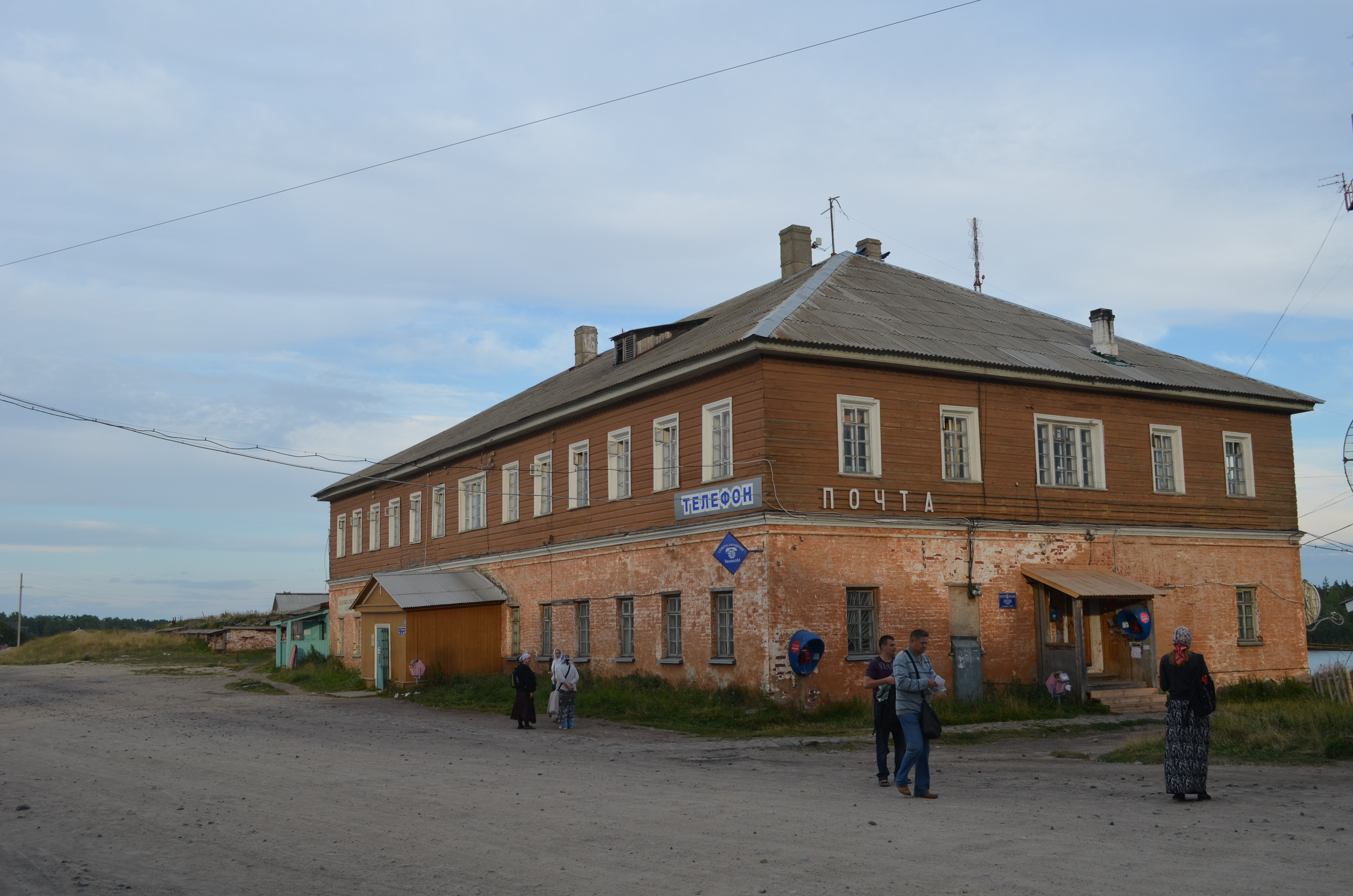
Pošta
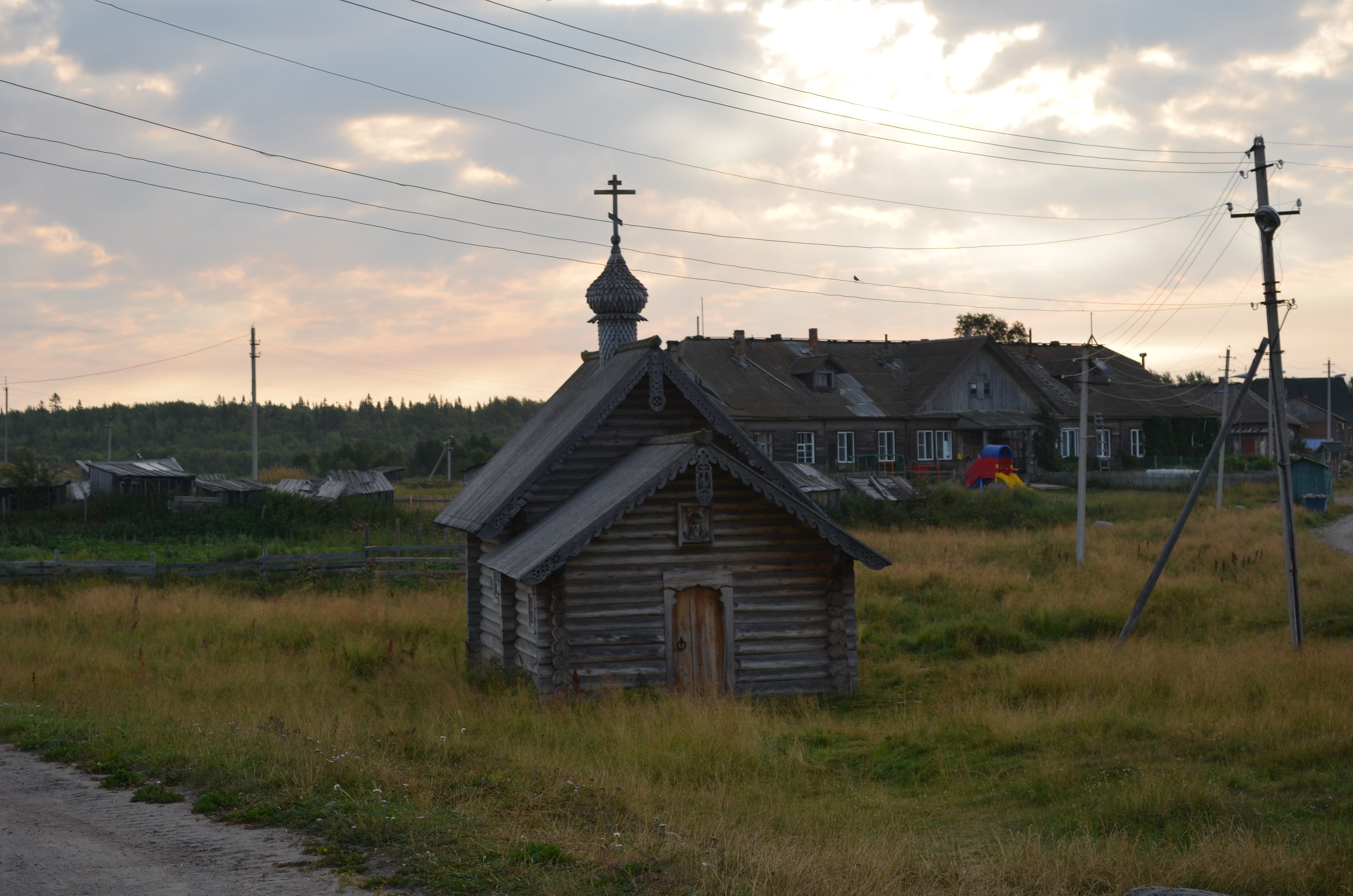
Dřevěná kaple
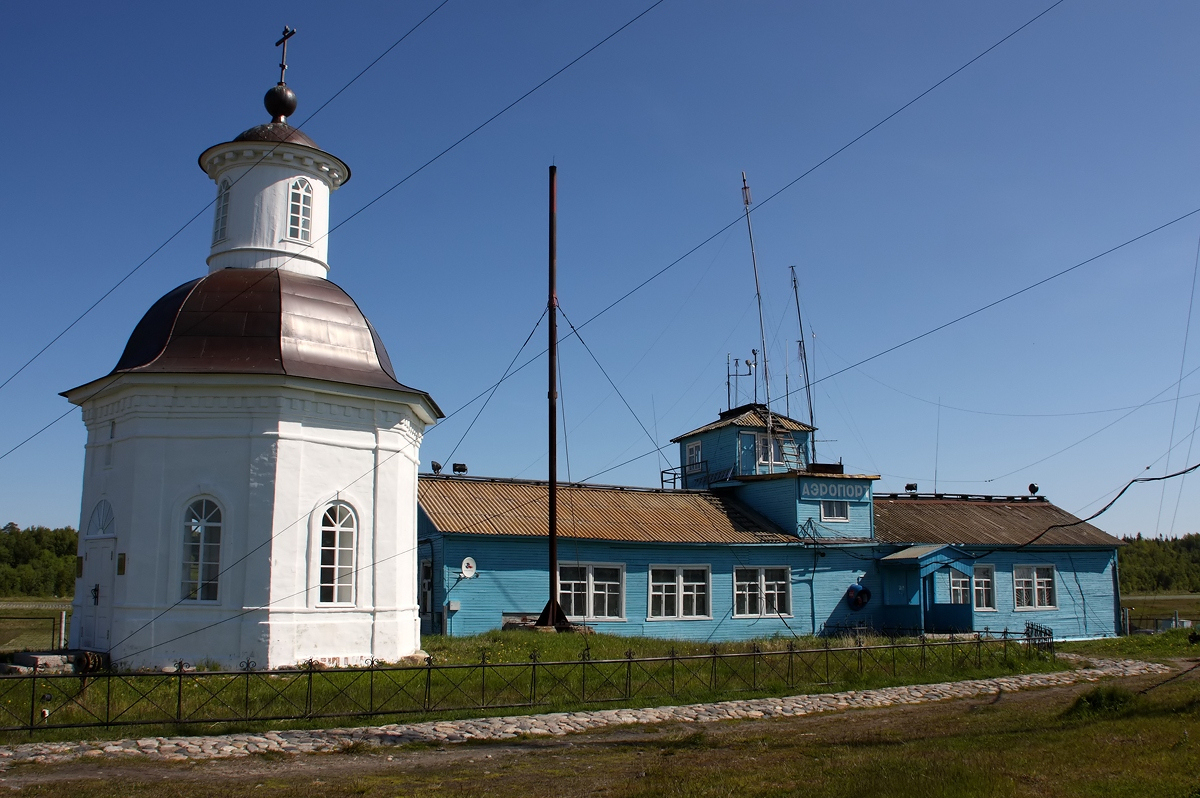
Budova letiště
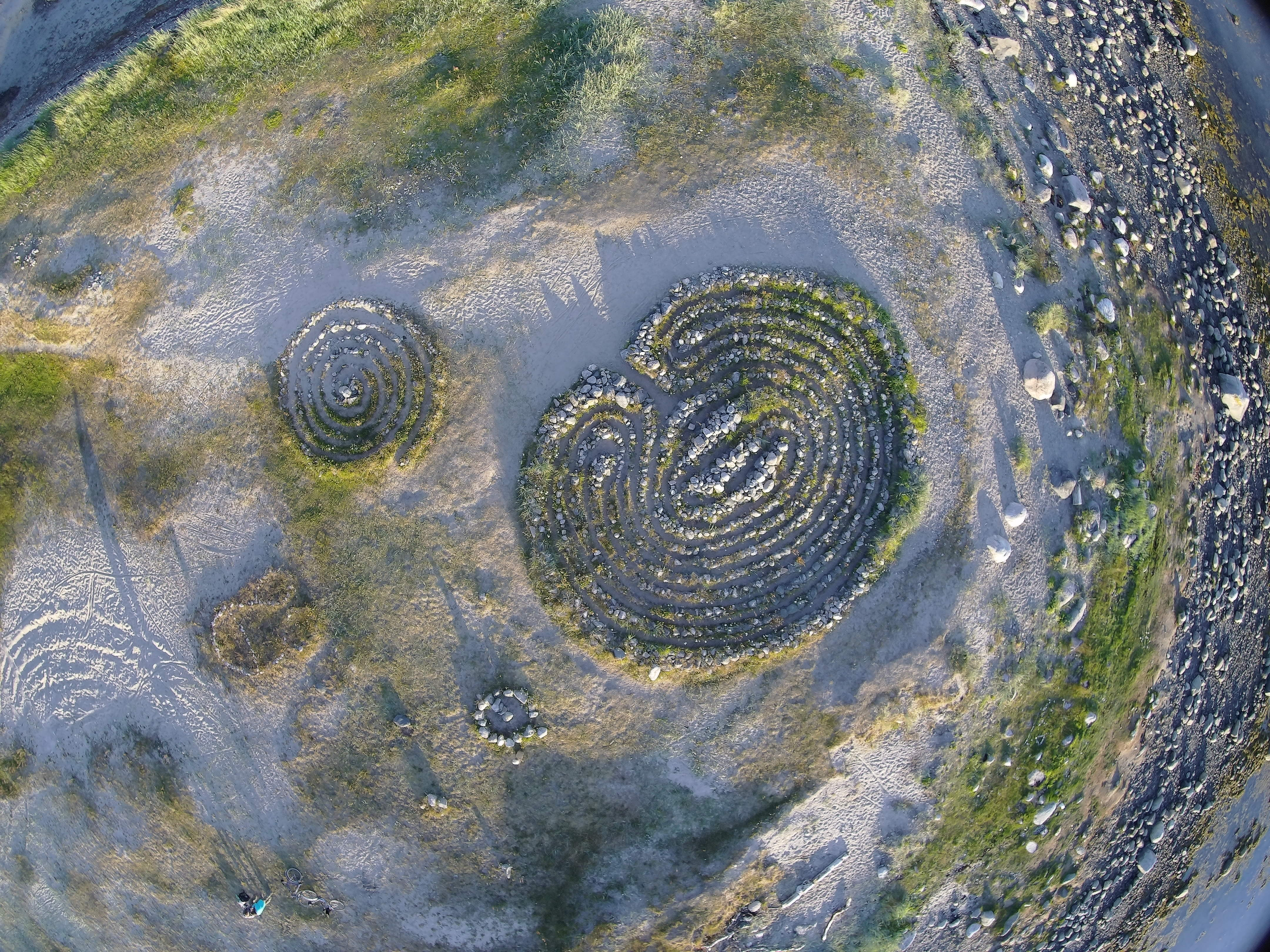
Labyrinty poblíž vesnice